# Giralda (opera)

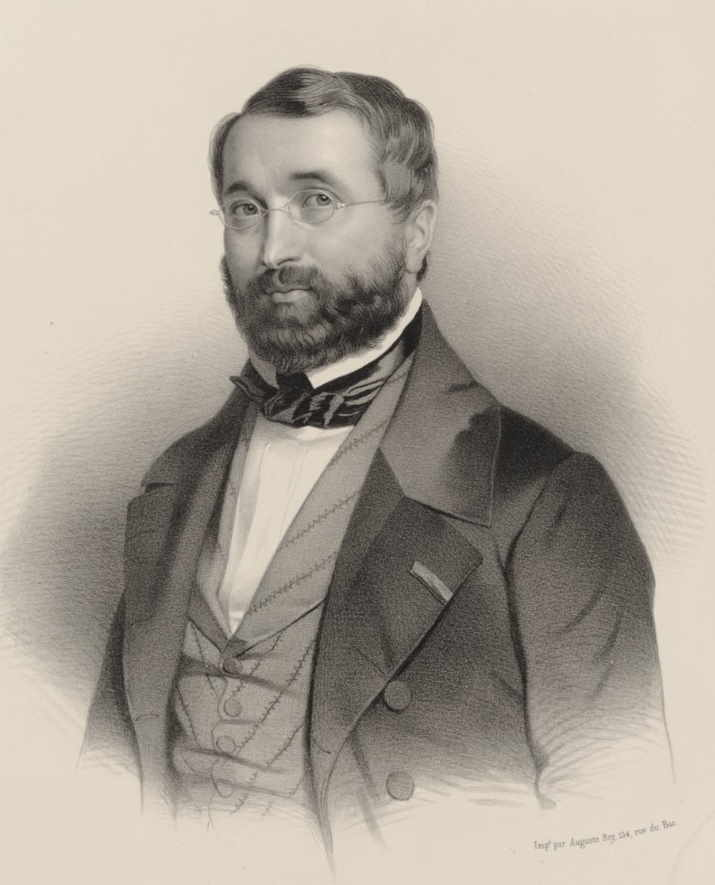
Adolphe Adam

Giralda ou la Nouvelle Psyché är en fransk opéra comique i tre akter med musik av Adolphe Adam och libretto av Eugène Scribe.

## Historia
Giralda är ett exempel på franska kompositörers ständigt återkommande smak för spanska miljöer. Ouvertyren innehåller en fandango och en kör i akt I med kastanjetter. Verket innehåller en del av Adams finaste musik. Handlingen utspelas nära Santiago de Compostela och är full av otroliga intriger där Giralda inte vill gifta sig med mjölnaren Ginès (med vilken hon är förlovad), utan med Don Manoël, som hon älskar. Operan hade premiär den 20 juli 1859 på Opéra-Comique i Paris och titelrollen sjöngs av Marie Caroline Miolan-Carvalho. Operan blev en stor framgång och stannade kvar på repertoaren på Europas operahus under många år.
Svensk premiär 13 september 1893 på Svenska teatern i Stockholm.

## Personer
| Roller                                                  | Röstläge    | Svensk premiärbesättning 13 september 1893 (Dirigent: Max Strandberg) |
| ------------------------------------------------------- | ----------- | --------------------------------------------------------------------- |
| Drottningen av Spanien                                  | mezzosopran | Emma Holmstrand                                                       |
| Prinsen av Aragonien, hennes make                       | bas         | Oscar Johanson                                                        |
| Don Japhet d'Atocha, förste kammarherre hos drottningen | bas         | Helmer Strömberg                                                      |
| Don Manoël, guvernör i San Jago                         | tenor       | Olof Lemon                                                            |
| Rosine, en hovdam, hustru till Don Japhet               | talroll     | Fru Pettersson                                                        |
| Ginès, en mjölnare                                      | tenor       | Axel Rundberg                                                         |
| Giralda, hans fästmö                                    | sopran      | Frk Frödin                                                            |
| Almedo, en hovlakej                                     | bas         | Johan Malmsjö                                                         |

## Handling

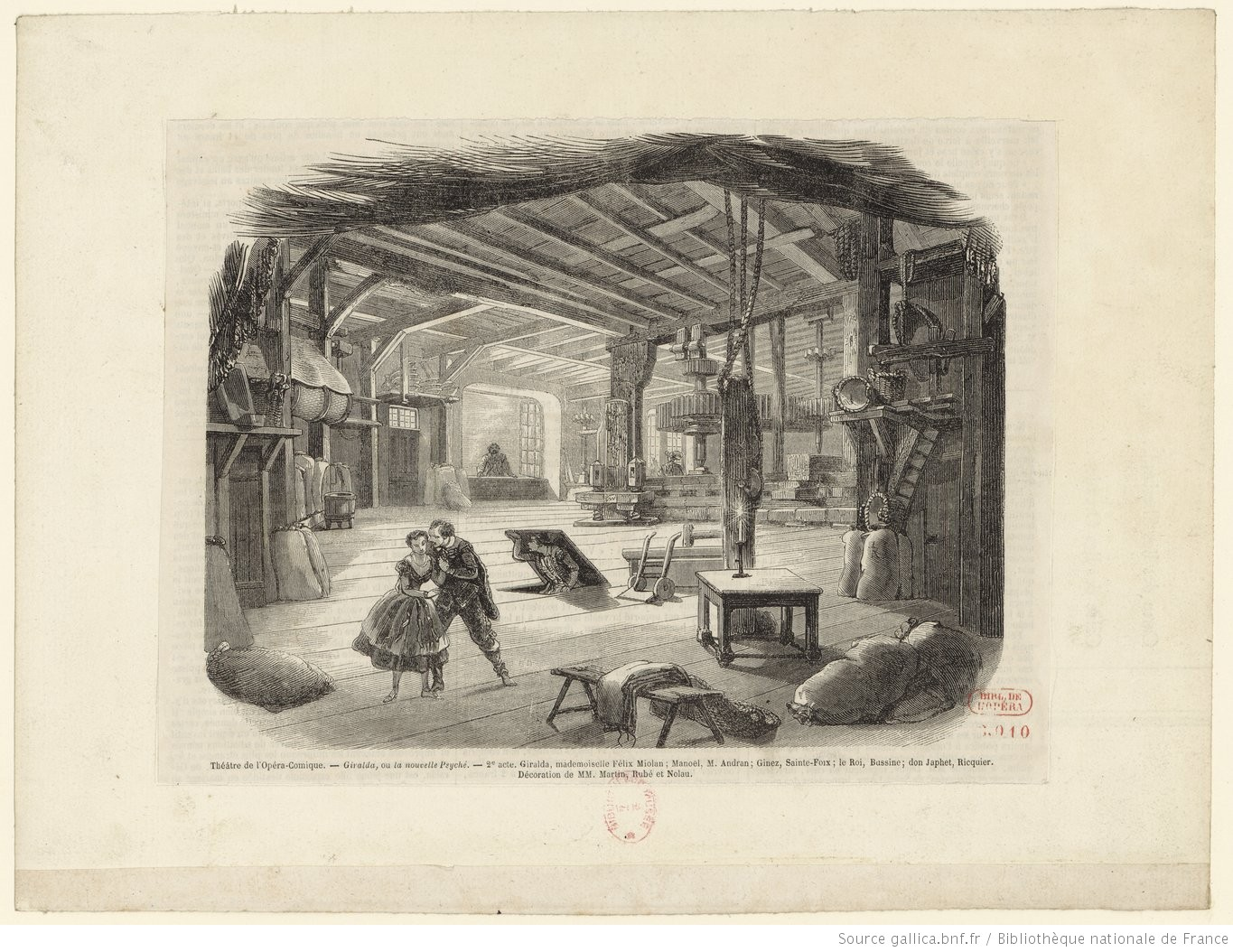
Scen från Akt 2 av originaluppsättningen av Giralda ou La nouvelle psyché

Den fromma drottningen av Spanien åtföljs av sin make på en pilgrimsresa till Santiago de Compostela. De stannar för natten vid mjölnaren Ginès stuga. Han ska gifta sig med Giralda, som emellertid ångrar sitt förestående bröllop då hon har förälskat sig i en riddare vars namn hon inte vet men som hon har sett många gånger i området. Det är Don Manoël, som mutar Ginès, som egentligen endast vill gifta sig med Giralda för hennes hemgift, med dubbla summan han skulle ha fått, för att ta hans plats vid altaret. När han får reda på att det kungliga paret har anlänt flyr Don Manoël, då denne är efterlyst för ett politiskt brott och har uppehållit sig inkognito. Medan han är borta tror Giralda först att hon har gift sig med Ginès och sedan med den gamle mannen Don Japhet. Men Don Manoël återvänder och drottningen benådar honom och han kan gifta sig med Giralda.